# Верхні Станівці
Верхні Стані́вці — село у Брусницькій сільській громаді Вижницького району Чернівецької області України.

## Символіка
На синьому тлі фігура Святого Миколая, пальці правої руки складені для хрещення, у лівій руці Євангелія.

## Географія

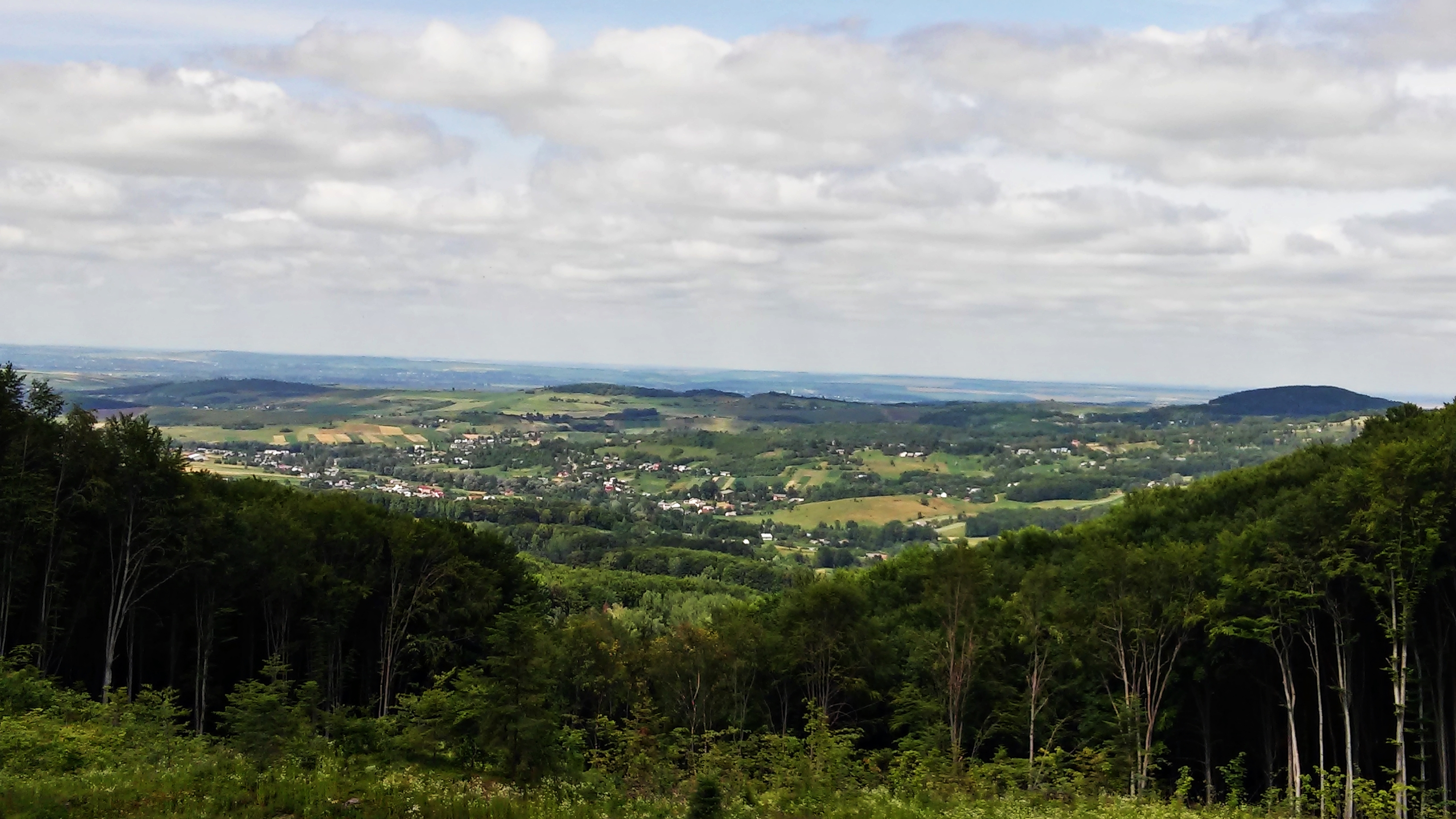
Загальний вигляд села із південної частини

У різномаїтті природною довкілля півдня Кіцманщинн у мальовничому Передкарпатті розкинулось село Верхні Станівці. Воно простягається із півночі на південь на 11 км, а із заходу на схід на 7 км і нагадує форму чотирикутника. Його координати: 48°l9’ пн.ш. та 25°43' сх.д. Площа села становить 2247 та, або 3,7 % від площі Кіцманського району, а за кількістю населення становить 2,7 % (1911 чол. на і.01.2006 р.) Його географічне положення визначається сусідством із селом Нижні Станівці на заході та півночі по правому березі річки Брусниці, на півдні знаходиться село Стара Жадова Сторожинецького району, а на сході — село Костинці цього ж району. Вигідність географічного положення можна пояснити тим, що село розташоване на транзитних шляхах, які з'єднують центральною дорогою його із Сторожинецьким районом через село Костинці до головної автотраси Кіцмань-Сторожинець та на Вашківці і Чернівці через села Брусниця і Дубівці до важливого шосе, що з'єднує Чернівці із Вижницею через Вашківці. 
Таке його розташування і сприятливі природні умови дають можливість створити в селі базу для рекреаційного туризму. Цьому сприяє м'який клімат і природне довкілля сосново-букових лісів. Цей вид туризму може сприяти економічному розвитку села і стати значним внеском у місцевий бюджет, служитиме розвитку місцевої інфраструктури. Наявність лісових ресурсів (їх площа 776 га), переважно з бука та значних запасів будівельного піску та глин сприяють розвитку таких галузей, як деревообробних підприємств та виробництво цегли та кахелю. Продукція виготовлена на цих підприємствах сприяє економічним зв'язкам села з різними регіонами не тільки області, але й інших областей України та країн зарубіжжя, зокрема Молдови та Румунії.
Невеликі відстані від Кіцманя (30 км), Чернівців (40 км), Вашківців (15 км), Сторожинця (35 км) та Вижниці (32 км) є зручними для автобусного сполучення села із цими містами і сприятливі та зручні умови для населення здійснювати свої поїздки для задоволення різноманітних господарських потреб (продаж сільськогосподарської продукції чи покупка промислових товарів). Тим більше, що функціонування Нижньостановецького, Вашківецького та Калинівського (в Чернівцях) ринків є зручними для торгівлі та покупок. Ці фактори визначають вигідність економіка-географічного положення села.
Як і всяка територія країни, області чи району, село має фізико-географічні особливості. До них належать зручне розташування села на півдні Кіцманщини, невелика відстань від економію-розвинутих сіл та міст (Нижніх Станівців, Костинців, Вашківців, Неполоківців, Лужан, Кіцманя, Вижниці, Чернівців), зручні шляхи сполучення та наявність значних лісових та мінеральних ресурсів. 

## Геологічна будова території села
За геологічною будовою територія села знаходиться в Карпатській геосинклінальній області, зокрема Передкарпатському крайовому прогині. Цей прогин i сьогодні занурюється. Місцевість села є частиною сейсмічної зони Карпат, епіцентр якої розміщений в Трансільванії в Румунії, у районі гір Вранга. Осередок місцевих землетрусів знаходиться на стику контактної зони платформи і прогину, що якраз пролягає на півдні села.
Так в 1964 і 1978 рр. було зареєстровано місцевий землетрус силою 2-2,5 бали за шкалою Ріхтера. Коливання відчувалися недовго, тривалістю 1-2 хв., але цей час був достатній, щоб в районі урочища Ямка, Перерваний Горб, Крушник відбулися значні зсуви ґрунту, утворились тріщини в землі, глибиною 1-З,5 м. Землетрус спричинив значні руйнування будівель (найстійкіші були будівлі з дерева, а в цегляних утворилися наскрізні тріщини. В деяких хатах деформувався фундамент будівель та підлога в приміщеннях). В деяких криницях урочищ зникла вода внаслідок порушення підземних джерел, що живили водою криниці. Рівень води в криницях значно знизився або зовсім зник. Нововикопані криниці стали глибшими на 2-4 м, тобто їх глибина стала досягати 8-10 м (попередні мали глибину 6-8 м). Передкарпатський крайовий прогин села заповнений молодими неогеновими відкладами, для яких характерні куполоподібні складки. В урочищі Вузьке, Скала, Крушник простежуються товщі осадових порід палеозойської ери девонського i силурійськото періодів. Вони залягають горизонтально або мають похиле залягання. Це пісковики, піски та глини. Належать до морських флішових відкладів, у яких майже немає залишків викопних організмів. В урочищі Плоска виявлено товщі палеозойських мармурів. В 1963 році Львівська Геологорозвідувальна експедиція виявила тут на глибині 500 м товщі мармуру, але видобуток не був відкритий через економічну недоцільність, а свердловина була законсервована. Тепер на цій території пробурений артезіанський колодязь та відкритий торговельно-розважальний комплекс. 
У неогеновому періоді кайнозойської ери територія села зазнала прогину, як і все Передкарпаття, і була заповнена морською водоймою, де нагромаджувались великі товщі глини, пісковиків, глинистих сланців. В основному поверхня села вкрита породами четвертинного періоду Кайнозойської ери. Вони вкривають поверхню, а під ними знаходяться породи пізнього віку і складу. Ці поверхневі породи зазнають впливу екзогенних сил (сонця, вітру і води), які їх руйнують. 
Важливу особливість в геоморфології села мають досить поширені річкові тераси Брусенки на півдні села, що простягаються вздовж річки Брусенки і охоплюють місцевість урочища Велика Плоска та Пасище. Тут знаходяться найродючіші ділянки орних земель. Тераси складені річковими наносами на розмитій поверхні давніх нашарувань четвертинного періоду Кайнозойської ери. Ці тераси р. Брусенки є перехідним рельєфом від Карпат до Передкарпаття. У верхів'ях річки в урочищі Вузьке та Афинське добре виражені неогенові відклади пісковиків y вигляді кам'яних брил та розсипів піску, що досягає 5-10-25 м товщини. В неогені відкладались гіпсо-ангідридні породи, які мають назву брусницькі та становецькі. До них належать сарматські піски та пісковики ур. Вузьке. У четвертинному періоді (в неогені) територія села (в річкових долинах) заповнювалась піщано- галечниковими (у верхів'ї річки), Піщане-глинистими (в середній течії) і лесоподібними відкладами (в нижній течії). Всі ці утворення сформувались внаслідок дії екзогенних сил на корінні породи. В неогені місцевість села була занурена на велику глибину і зверху вкрита товщами осадових порід. Верстви гірських порід в урочищах Скала, Крушник деформовані і зібрані в складки або зім"яті. В сарматі ця місцевість піднялась над рівнем моря і утворила первинну морську рівнину.

## Природні ресурси села

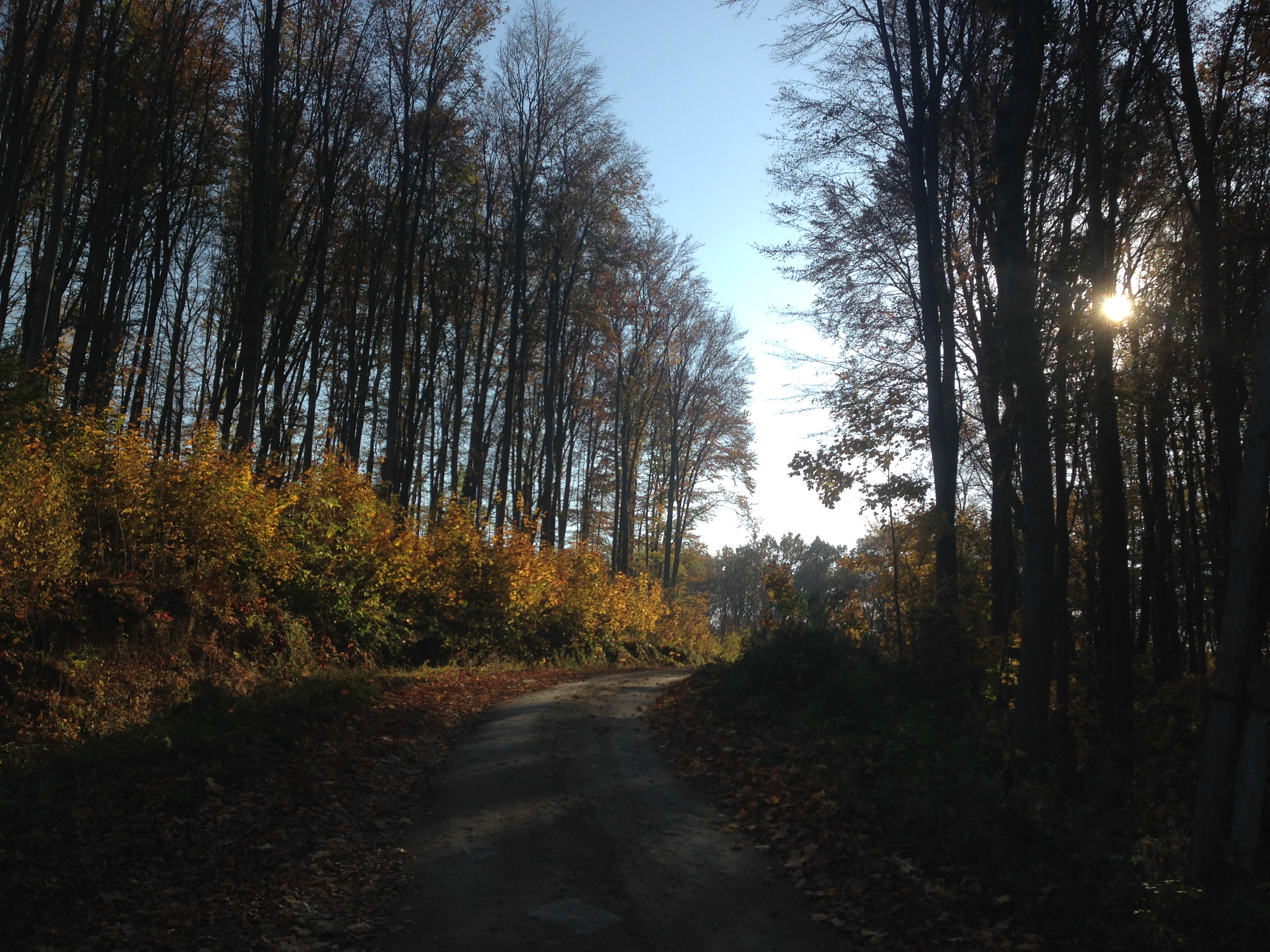
Дорога в урочище Вузьке

3 геологічною будовою Передкарпаття пов'язані різноманітні осадові корисні копалини села, до яких належать піски та пісковики в урочищах Вузьке, Скала, Крушник, глини в урочищі Лупенище. Це нерудні багатства. Вони широко використовуються в господарстві села. Ще в 20-30рр. ХХ ст. глини використовували для обмазки стін будівель. Багато хатів будували із саману (суміш глини і соломи). Саман глиняний блок розміром 30х15х20 см дуже зручний, дешевий, а головне саманні домівки дуже теплі. Це давало змогу селянам використовувати невелику кількість дров, які були основним видом палива. Важливим будівельним матеріалом були пісковикові кам'яні брили. Їх використовували для будівництва фундаментів під забудови. При цьому для кладки таких брил використовувався розчин густорозмішаної глини (глемею). Камінь та гравій був основним матеріалом для будівництва доріг. Свідченням цього те, що під час прокладання газопроводу (осінь 2005 - весна 2006 рр.) траншей викопувалася суміш гальки, гравію та піску з глибини 0,5-2 м. При чому нашарування мали декілька шарів від 0,5-1 м товщини на всіх вулицях, де прокладався газопровід. Пісок урочища Вузьке є найбільшим природним багатством громади села З цього піску повністю обшукатурене приміщення середньої школи. Масова його розробка почалася з 1975 року, коли село почало будувати нові житлові будинки Aлe безконтрольне використання цього багатства привело до безмежного нераціонального його використання. За рахунок продажу цього багатства можна поновлювати сільський бюджет. Вогнетривкі глини урочища Задня йдуть на виготовлення кахлю та цегли.
Піщане урочище Вузьке знаходиться в південній частині села на відстані 5 км, від центру села. Це піщаний горб висотою 430 м над р. м. Він є частиною грядово-хвилястого рельєфу Передкарпаття. Поверхня горба має форму піднятого купола, який із східної частини круто обривається і на ньому добре простежуються шари піску. Зверху горб покривають лісові опідзолені ґрунти, на яких росте 47 буків. З півночі на південь він видовжується на 30 м, а із заходу на схід на 80 метрів. Площа відслонення біля 240 метрів квадратних. Висота схилу кар`єру від основи дороги до його вершини 27 м.
Відслонення складається з дрібнозернистого піску, а між шарами піску знаходяться пісковикові брили та жовтуваті суглинки. Товщина шарів піску становить 0,2-0,5 м. Таких шарів від основи дороги до вершини нараховано 135.

Загальна панорама села

## Рельєф села Верхні Станівці
Поверхня села розташована в Передкарпатському прогині і належить до Прут-Сіретського межиріччя із горбисто-грядовим рельєфом Буковинського підгір'я. Він охоплює крайній південь Кіцманщини. Рельєф характеризується значним ерозійним розчленуванням в ур. Скала, Крушник та зсувними процесами в ур. Ямка, Перерваний Горб. в рельєфі виділяються ґрядово-горбисті міжгір'я між р. Брусенкою та її невеликих водотоків. Їх напрямок спрямований вздовж р. Брусенки з півдня на північ. Горби мають конічну форму, висотою 300-500 м вище рівня моря і є продовженням Костинських гряд, що в Сторожинецькому районі.
Схили цих гряд зазнають ерозії та зсувів, особливо в ур. Ямка.

Панорама рельєфу урочища Ямка

Тут в 1978 р. працювала експедиція географічного факультету Чернівецького державного університету під керівництвом доцента, кандидата географічних наук Кожурної Марії Степанівни. Вони займалися картографуванням зсувних явищ в ур. Ямка. Було вияснено, що ці процеси відбуваються внаслідок зсуву ґрунту на щільній первинній основ материнських порід, вкритих глинистими сланцями, які не пропускають воду. Такі зсуви повторюються періодично 5-10 1983 1991, 2006 років. Повторні зсуви були катастрофі ними були зсуви в 1978 та 2006 рр. Сильні зливи призвели ґрунт до перенасичення вологою, яка затрималася на глинистих сланцях. Внаслідок великої ваги ґрунту і значної крутизни місцевості (15-20 град.) відбувся зсув. Це призвело до значних руйнувань будівель, конфігурації місцевості, втрати води в криницях або пониження рівня підземних вод.

Поверхня села знаходиться між долиною р. Серет і крайовими хребтами Карпат на півдні та Прут-Сіретському долиною р. Прут та межиріччі. Місцевість розчленована багатьма струмками, що впадають у Брусенку, притоку Брусниці. Місцевість має вигляд дрібно-горбистої височини. Південну західну частини охоплюють Скала, Крушник, Афинське, урочища Вишнева. Хребти височини мають широтне розташування (схід-захід). У формуванні рельєфу частини села беруть участь ерозійні процеси. Тут є багато дрібних водотоків, які і формують рельєф (струмки Вишнева, Бриславець, Скалистий, Папоротний, Виноградний і інші). Переважають річкові (р. Брусенка) і струмкові долини. В різних частинах села простягаються різні за своїм характером комплекси рельєфу, які можна виділити в широтному напрямі: 

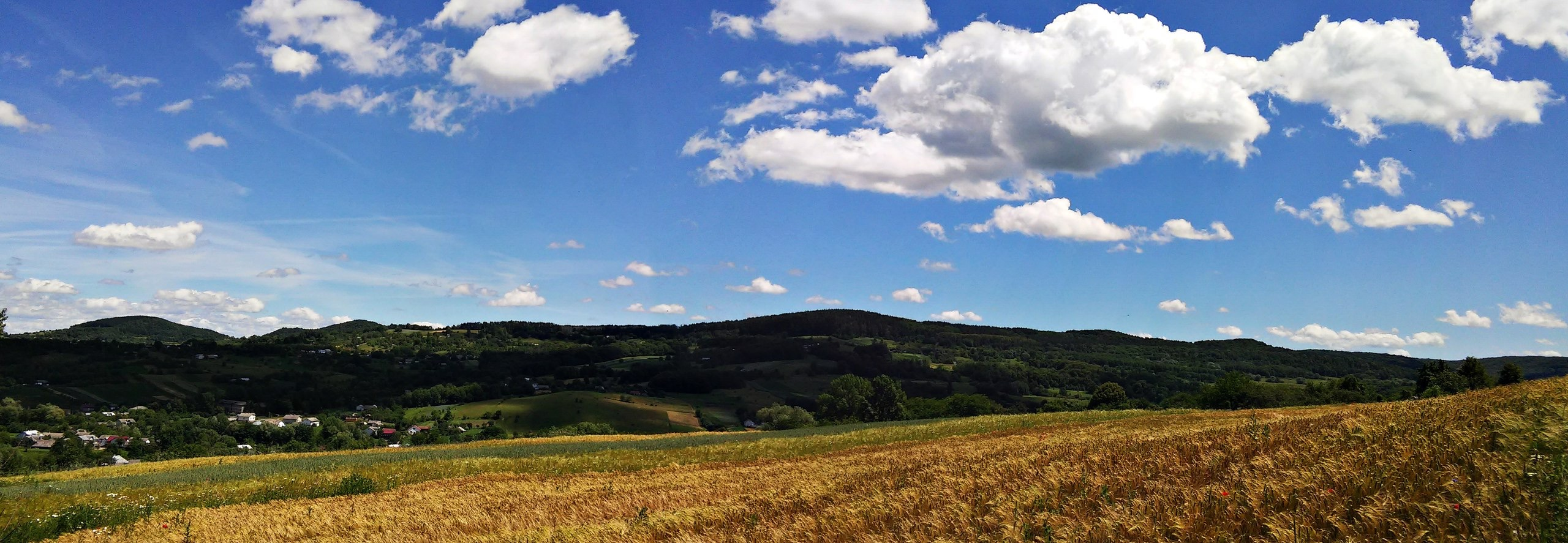
Вид на Переваний горб та ур. Підскала

1. Низькогорбиста місцевість на півдні села (урочища Лупенище, Задня. Плоска);
2. Середньогорбиста місцевість у середній частині села (урочища Плоска, Ісарівка, Папоротна, Перерваний Горб, Загорб);
3. Високогорбиста місцевість на крайньому півдні села (Крушник, Скала, Гострий Кілок, Турецька криниця).
Ці пасма горбів належать до низькогір'я крайових (Берегових) Карпат. Найвищою точкою цього низькогір'я (високих горбів) є гора Скала, 481м над р.м. Вона і вважаться найвищою точкою села. Горб Ріжана 460 м н.р.м. вважасться найвищою в середньогорбистій центральній частині села, а в південній - Плоска 230 м вище рівня моря. Висоти вимірювались барометричним нівелюванням.
Перевищення північної частини села над південною становить (481-230 м) 251 м.

## Кліматичні умови села

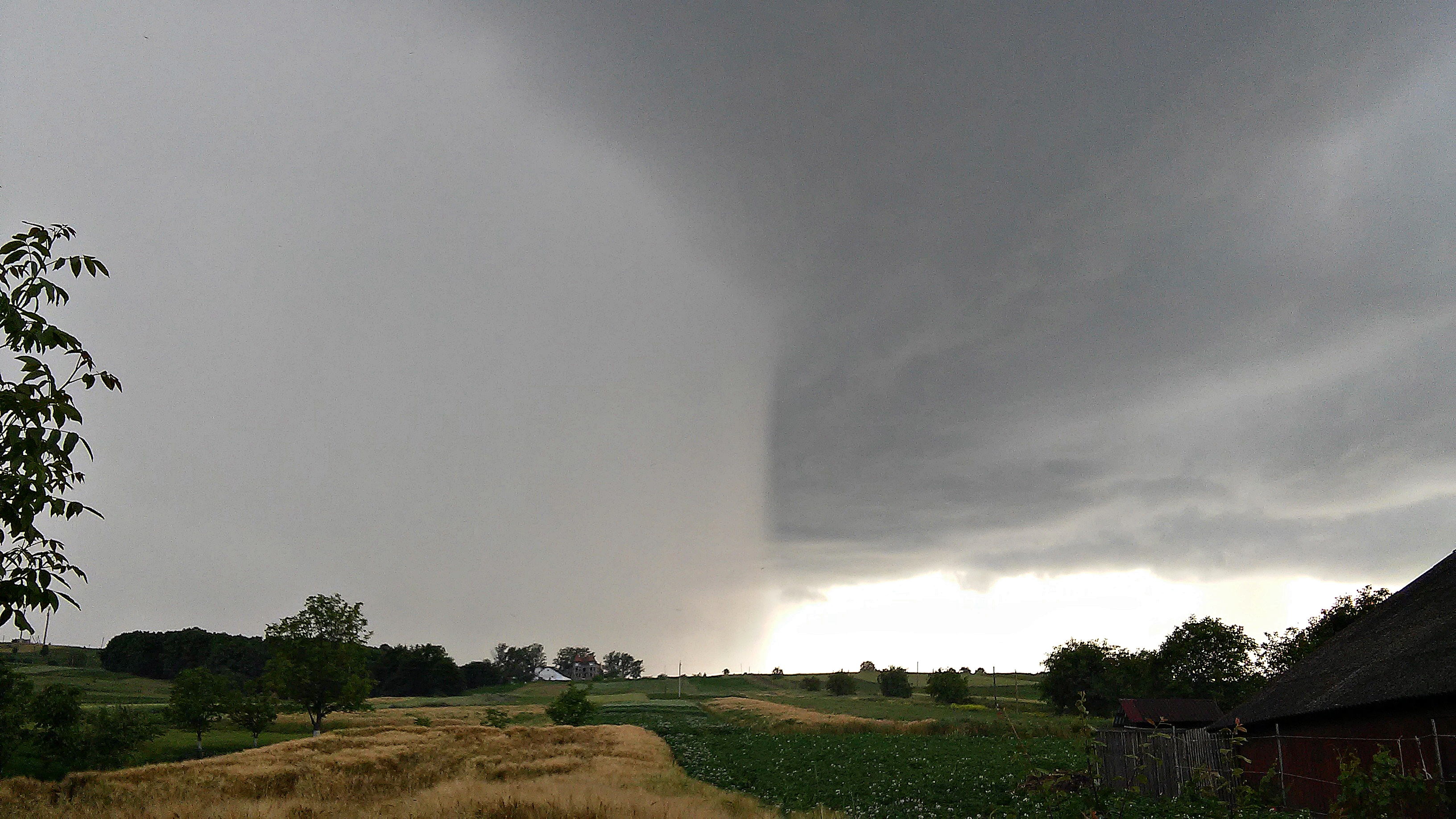
Зіткнення атмосферних фронтів

Село Верхні Станівці розташоване в помірному кліматичному поясі, у його середніх широтах (40.19 пн. ш, та 48.25 пн. ш.). В цілому клімат помірно континентальний. Він на території села формується за допомогою таких чинників, як радіаційного балансу (географічної широти), підстилаючої поверхні та панівних вітрів. Повітряні маси, що проникають з півночі, з Арктики, через територію Східно-Європейської рівнини, приносять холодну погоду, як зимою так і літом Тому взимку в січні температура повітря іноді опускається до -30°С ...-32°С. 3 півдня із Середземномор'я через Чорне море теж проникають повітряні маси, але вони приносять високі додатні температури, які в липні досягають високої позначки 30-35°С. Село знаходиться в межах сумарної сонячної радіації 110-80 ккал. На 1 см. кв. Це достатньо, щоб погодні кліматичні умови були сприятливими для сільськогосподарського виробництва: вирощування таких культур, як пшениця, кукурудза, картопля, цукровий і кормовий буряки. Достатня кількість опадів, у межах 600-700 мм на рік, середні температури (+18°С сприятливими вирощування льону +24°С). В зв'язку з проникненням арктичного повітря зимою переважно панує антициклональна погода, а літом циклональна, бо проникають теплі повітряні маси з Атлантики. В залежності цих повітряних мас формуються погодні умови в селі по порах року.

## Водні ресурси

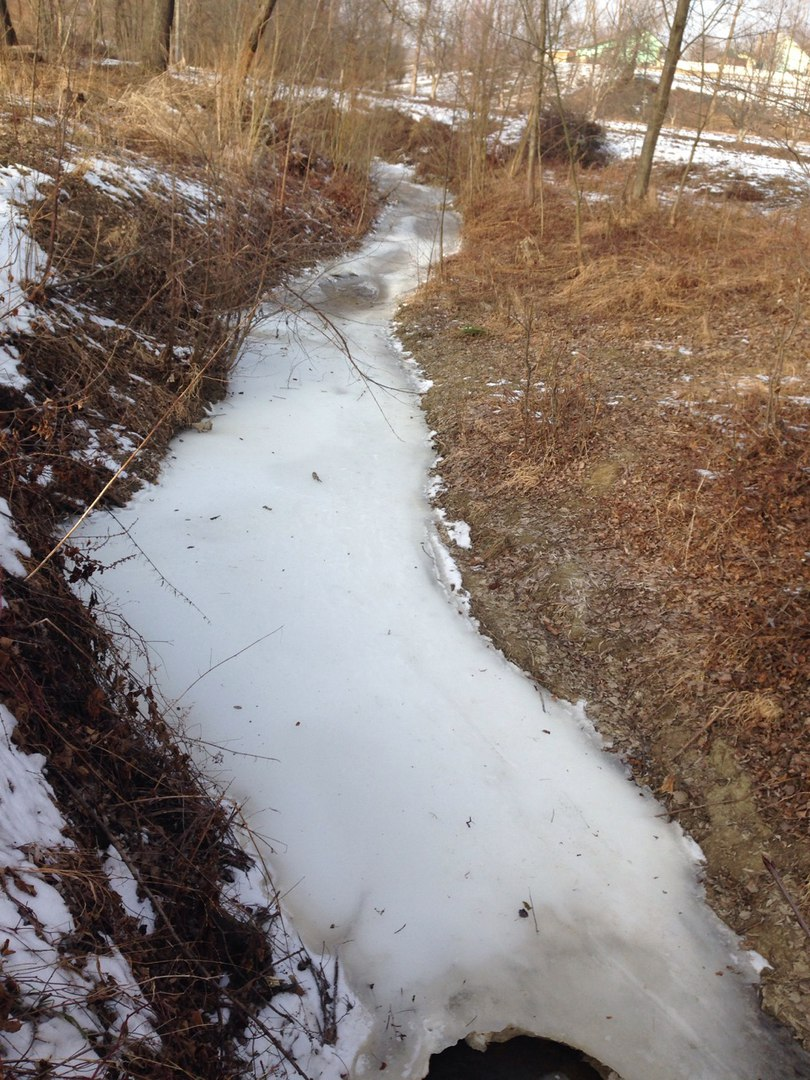
Замерзла річка Брусенка в зимовому періоді.

Територія села вкрита досить густою сіткою постійних сезонних водотоків басейну р. Брусенки. Річкова мережа села належить до басейну Атлантичного океану, зокрема Чорного моря і річкових басейнів Дунаю, Прута і Брусниці. В селі нараховується 37 постійних та тимчасових водотоків, що несуть свої води в р. Брусенку. Їх загальна довжина біля 40 км. Середня густота річкової сітки становить 1,8 км/ км кв.
Назва річки "Брусенка" за народними переказами походить від назви ягід брусниць. Інші дані свідчать, що із дуба, бука, що росли тут витісували "бруси" - колоди, які використовували в будівництві. Брусенка - найдовша річка села. Її довжина становить біля 19 км і площею басейну 16 км кв. Несе свої води у р. Брусницю, праву притоку Прута. Береги річки круті, складені алювіальними викладами. Дно річки глинисте. Тільки верхня течія, яка пролягає через Костинський ліс - кам'янисто-піщане. Русло річки вкрите намулом, під яким знаходяться глинисті сланці. Наповнюваність русла річки невелика, швидкість течії повинна 1-2 м/сек. Зимою замерзає до дна. Долина річки заросла чагарниками. Глибина коливається в межах 0,5 -1 м. За характером течії належать до передгірно-рівнинних і мають дощове, снігово-дощове, підземне та змішане живлення. Найбільш повноводними вони стають в період сильних дощів літом або весною. Найнищий рівень води взимку. Падіння річки (перевищення витоку над гирлом) становить 7.9 см/км. Загальний напрям течії річки та водотоків в півдня на північ, що визначає нахил місцевості села. 

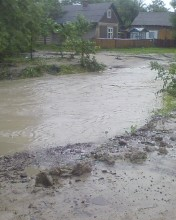
Повінь в червні 2010 року

Найбільш катастрофічними були повені на р. Брусенка 23.4.1897; 8-9. 7.1911; 30-31.7.1927; 2-3. 9.1941; 10.8.1955; 8 9.6.1969; 4-6.7 1979; 16-19. 6, 2006 рр. Річка настільки розлилась, що була затоплена ділянка терас на відстані 50-100 м. від берегів річки. Вона вийшла з берегів і завдала значної шкоди людям та їх господарству, що знаходились в цій зоні.
До природних внутрішніх вод належать невеликі площею верхові болота. Вони розміщенні в урочищах Крушник, Скала, Папоротна, Дубище. Ці болота є початковою стадією розвитку первинних торфовищ. Торф низької якості. Він використовується для парникового господарства. Він може використовуватися і як органічне добриво для підвищення родючості дерново-підзолистих та сіро-бурих лісових ґрунтів. Проте розробки не ведуться через недоцільність вивезення, через погані ґрунтові дороги. Болота зарослі очеретом, лататтям, осокою, а їх береги - чагарниками та кущами ожини, малини, верболозу. Крім природних внутрішніх вод в селі нараховується біля 107 ставків невеликих розмірів 10-50 кв.м площею та глибиною 1-3 м. В них розводять рибу, вигулюють гусей, качок а також використовують для побутових потреб.

## Ґрунтовий покрив
Ґрунт - основне багатство життєдіяльності людей. Вони є проміжною ланкою між живою і неживою природою. Живі організми переробляють ґрунтоутворюючу породу, а сонце, вітер і вода її руйнуванню (вивітрюванню). На сприяють території села утворились різні типи ґрунтів. Для різних ділянок вони мають специфічні особливості: від сірих лісових до оглеєних чорноземів. Долина р. Брусенки та її водотоків мають заплавні ґрунти; опідзолені чорноземи розміщені у північній частині села урочище Пасище, Задня, Лупенише, Ісарівка. Вони утворилися під впливом лісової рослинності і є малогумусними (3-4% гумусу). Це найродючіші ґрунти села. Другим типом є дерново-підзлисті оглеєні ґрунти. Вони слабо родючі. Вимагають осушення та вапнування. Мають високу кислотність. Меліоративні роботи проводились ще в 60-х роках ХХ століття. Цей тип ґрунтів займає середню частину села. Тут переважно розміщені сіножаті та пасовища. Земельні ресурси - незначні. Із загальної площі села 2247 га, на ріллю припадає 660 га, сіножаті 137 га, пасовища 495 га, під лісовими землями зайнято 766 га. Особисті присадибні ділянки займають 410 га.

Родючі землі в ур. Плоска

## Рослинний покрив

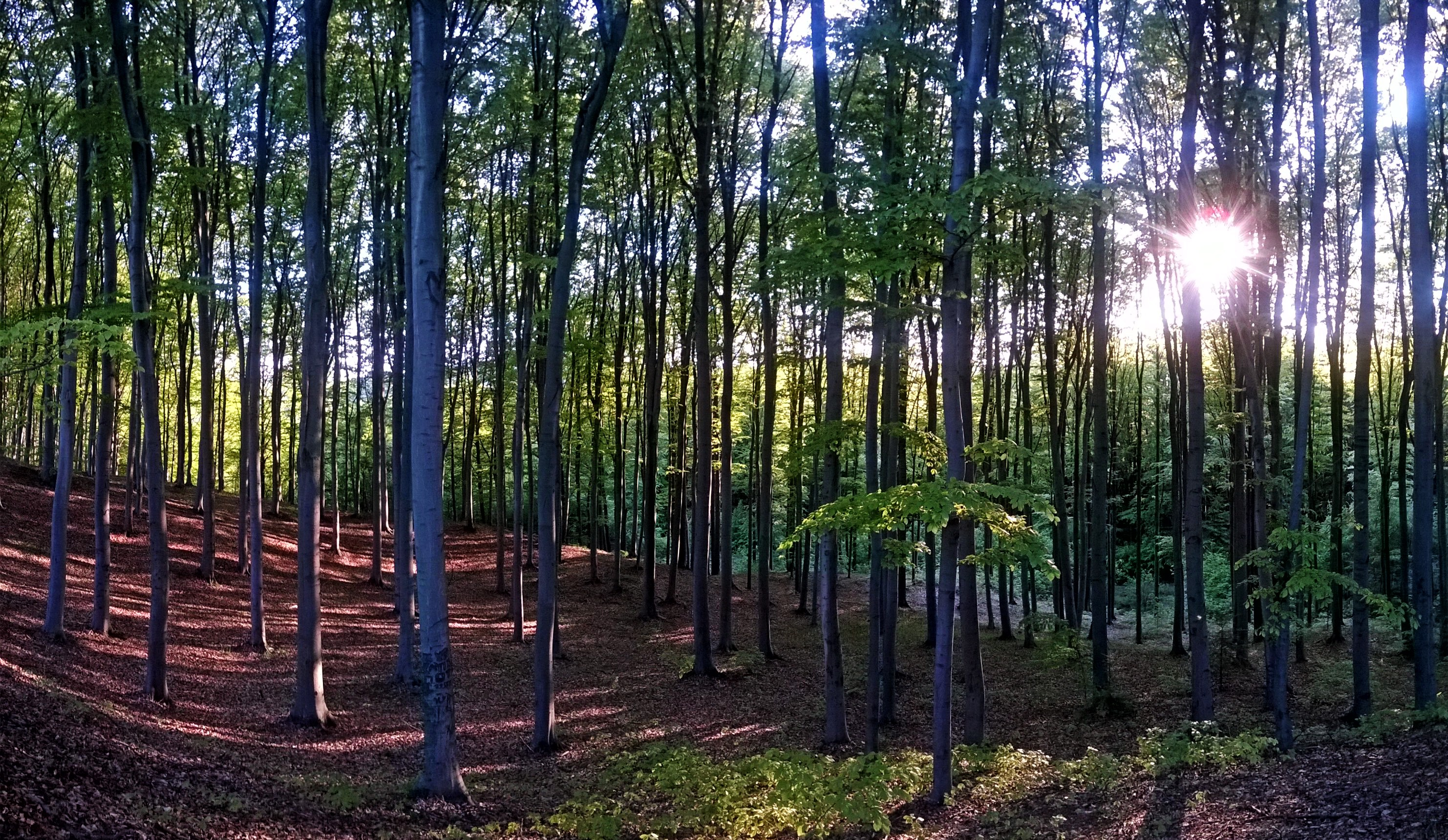
Буковий ліс Верхніх Станівців

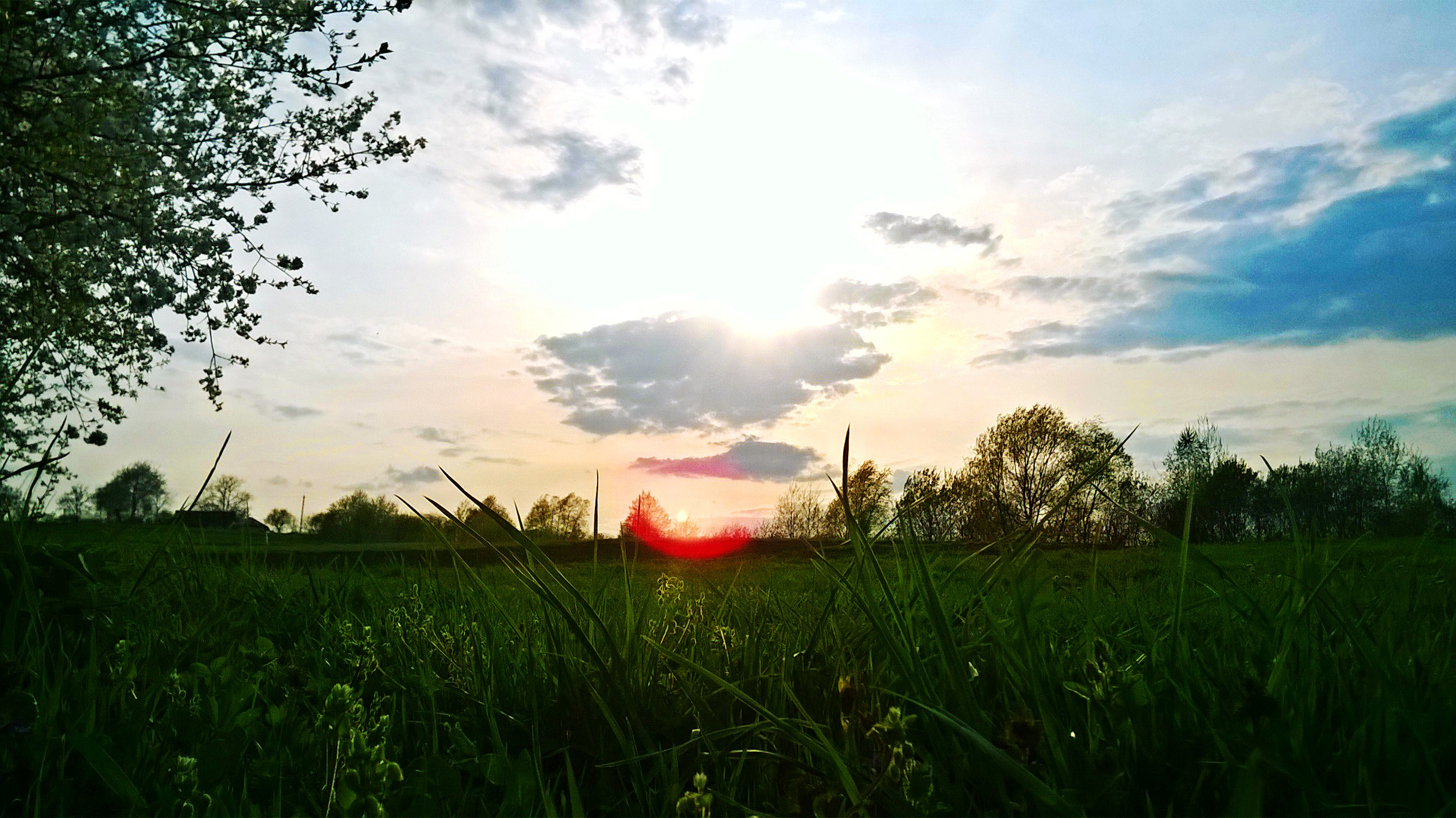
Захід сонця

Село належить до лісостепової зони Передкарпаття. Тут виділяються два рослинні ареали: північний степовий і південний-лісовий. Для північно-степового ареалу характерна переважно трав'яниста рослинність із чергуванням антропогенних лісових насаджень невеликими ділянками бука. дуба, бука, берези, граба. Ця частина села переважно розорена, а тому переважають культурні види рослин. Долина річки Брусенки поросла дикоростучою рослинністю кущів ожини, ліщини, верболозу, глоду і інших. Для південного лісового ареалу характерна дерев'яниста рослинність. Тут представлені бук, дуб, граб, вільха, береза Проте за 2005-2006 рр. лісові ресурси значно зменшились Вони займали біля 25% площі села. Надмірна вирубка площі. Таке "господарювання" привело до їх сильної ерозії схилів, на яких росли букові ліси. Ділова деревина бука йде на виготовлення паркету, фанери, а відходи на паливо. Як домішок в буковому лісі зустрічається граб звичайний, клен гостролистий, явір, в'язь, осика, береза бородавчаста. У підліску росте чорна бузина, жимолость, ліщина, ожина, малина. трав'янистий покрив лісу маловидовий. Ростуть папороть, квасець (заяча капуста), на заболочених місцях очерет та осика, хвощ. Зустрічаються невеликі ділянки землі, які вкриті мохом зозулин льон. Земля в буковому лісі вкрита багаторічним опалим листям та сухими гіками дерев і плодів бука, дуба, вільхи. Найбільші площі букових лісів розміщені в урочищах Скала, Крушник, Турецька криниця. Окремі невеликі ділянки зайняті хвойними лісами, переважно із ялини (смереки). Рослинний світ села вимагав інтенсивного відновлення шляхом засадження вирубаних ділянок лісів і посадка дерев на непридатних для використання в сіьськогосподарському виробництві земель. В селі також є молодий сосновий ліс. Його закладка відбулася 12 квітня 1961 року. Ліс названо парком Гагаріна, або Сосни.
В селі рослини, які підлягають охороні. Це рідкісні трави: підсніжники, біле латаття, папороть орлики трансільванські, лілія лісова. На базі урочищ Скала, Крушник б було можна створити місцевий природний заповідник по охороні рослинного покриву, зокрема буково-дубово-ялицевих лісів та тваринного світу (диких косуль, білок, дятлів, беркута і ін.)

## Тваринний світ
Тваринний світ села не визначається великим видовим складом. В декількох особах водяться різні види ссавців (козулі, дикі кабани, зайці лисиці). Їх чисельність настільки мала, що це загрожує їх повному зникненню. Тому необхідно повністю заборонити полювання на цих тварин. Дещо більш багатий орнітологічний світ. 3 птахів водяться яструб, одуд, синиці, дятел лісовий, ворона чорна і сіра, сойка, горобець, шуліка, шпаки. Весною прилітають білі лелеки, які виводить тут потомство. Із плазунів можна зустріти вужа, гадюку, веретенцю, а із земноводних - жабу, тритона, ропуху. Тваринний світ села не мас практичного господарського значення, але є окрасою полів, лісів. Для відновлення тваринних ресурсів потрібна державна фінансова підтримка. 

## Населення села
В складі Буковини населення нашого краю має свій історичний розвиток. Заселення сьогоднішньої місцевості села відноситься до давніх часів так званої культури Карпатських курганів. На територію Північної Буковини ще в XII-Х ст. до н. е. проникали північно-фракійські племена, які змішалися із місцевими слов’янськими племенами і утворили культуру Ноа. З III ст. до н.е. на території області сформувалась змішана культура. На захід в Прута сформувалась культура Карпатських курганів, а на схід - Черняхівська. До першої належить територія села, хоч вона у той час ще не була заселена, а була зайнята дрімучими лісами
На території урочища Плоска, Ісарівка знайдено речі стародавніх первісних стоянок людей епохи палеоліту, неоліту та мезоліту. Це кремінні скребки, серпи, списи, сокири. Поселенці в основному займались мисливством, про що свідчать кам'яні сокири з отвором для встановлення держака, кремінні списи, скребки для обробітку шкіри. Полювали на печерного ведмедя, мамонта. В руслі р. Брусенка знайдено велетенський зуб мамонта та численні кістки різних тварин. За археологічними даними, на південній околиці села (Турецька криниця) або Городище, виявлено рештки слов'янського городища IX-Х ст. Його майданчик діаметром 100 м2 огороджений кільцевим валом. З напільного боку збереглися ще перевали ранньо-залізного віку. Неподалік від Городища урочище в Цинтина виявлено слов'янське поселення IX-Х ст., а в урочищі Вишнева два кургани цього ж періоду. Це свідчить про те, що територія села найінтенсивніше почала заселятись в період слов'янської культури. Про чисельність населення в цей період говорити неможливо. Проте археологи вважають, що воно коливалось від 300-800 чол.
Довгий час назва села не була відмічена в жодних документах. Перша письмова згадка про село датується в молдавських документах 1596 р. Про це згадується в грамоті Молдавського господаря за 1596-1602 pp., де згадується назва Станівці Горішні (Верхні). Назва села походить мабуть від слів «стан і вівці» та «гора», тобто місцевість для випасання овець на горах. Інше тлумачення село розміщене вище від нижнього стану (Нижніх Станівців).
Біля 200 років місцевість села входила до Київської Русі (885-1100 рр.), а пізніше Теребовлянської землі Галицького князівства. Біля 150 років місцевість села була в складі Галицько Волинського князівства, а з кінця XIV ст. належить до Шипинської землі. В кінці XV ст. ця земля була у володінні Молдови, яка на початку XVI ст. підпала в залежність від Туреччини. Свідками панування турків на території села споруджені ними укріплення в урочищі, яке називається Турецька криниця, або Городище. Тут виявлено ряд валів довжиною 100-150 м. Вони мають округлу форму, їх ширина 3-5 м і простягаються прямолінійно або дугоподібну мають форму.
Для місцевих жителів (християн) будували турки церкву. Підставою цього те, що на хресті в християнському нижній його частині зображення півмісяця, а це турецьки символ. Такий хрест знаходиться на церкві Різдва Пресвятої Богородиці, що на хуторі Гострий Кілок. На валах виявлено уламки паленої червоної цегли. Це говорить про те, що турки будували укріплення з неї. Перші поселенці появились якраз наприкінці XVI ст. А причиною їхньої появи було те, що на Галичині вони зазнавали гніту кріпосництва від місцевих феодалів. Люди шукали місця де б можна було уникнути кріпацтва. Такими місцями були ліси Буковини, які вабили сюди втікачів.
 Перші поселенці появились в долині р. Брусенки на схилах горбів поодиноко або групами. Тому поселення носило хутірний характер (напр Хутір Гострий Кілок), або одновірним, або табором (декілька дворів). Садиби будувалися на вершинах горбів та серед густого лісу. Перші групові поселення заселялись в урочищі Задня і Пасище. Поселялись таборами, що сприяло кращій у охороні господарства жителів. Тому їх почали називати Таборками (від слова "табір"). Старожили цієї частини села стверджують, що їхні нащадки - вихідці з Галичини. Навіть в домашніх звичаях, святах, мові, веденні господарства виготовлені знарядь праці, вони зберегли традиції своїх предків. Жителі в той час займалися землеробством на викорчуваних від дерев землях, обробляли шкіру, ткали килими, займалися боднарством, ковальською справою, шевством, що дало початок цілого ряду прізвищ жителів села. Гарні пасовища дозволяли займатись скотарством (розведення корів, овець, коней). Традиційними було вівчарство, яке давало головні продукти: шерсть і шкіру для виготовлення одягу та бринзу - національну їжу. Широкого розвитку набуло бджільництво яке і сьогодні дає цінну продукцію - мед.
Територія села до її заселення, так і після формування населеного пункту перебувала під володінням татар (1241, 1259 1538), угорців (1342), турків (1476, 1485, 1621, 1676), росіян (1709, 1739, 1768), румунів (1918-1940, 1941-1944) років. В 1899 році в австрійський період панування на Буковині було видано книгу «Буковина. Загальне краєзнавство" опрацьованої Едуардом Фішером, дізнаємося, що в тодішньому поселенні Горішні Станівці за даними перепису населення 1890 р. проживало 1524 чол. За національним складом вони були русини (українці). За даними 1989 року в селі проживало 1786 перепису року в осіб. Найбільше людей проживало в 1992 р.- 2122 особи. Важке економічне становище, політична нестабільність в роки незалежності дуже вплинули на демографічну ситуацію Відбулось зменшення населення. Природній приріст знизився, а еміграція за кордон зросла. Так на 1.01.2000 р. проживало в селі 1782 осіб, на 1.01.2001р. 1754 осіб. на 5.12.2001р. 1750 осіб, на 15.10.2003р 1733 осіб, а на 1.01.2004р. 1724 жителя Трохи кращим став 2006 рік. Населення становило 1911 чол.
В пошуках заробітків різко зріс еміграційний процес витік людей за кордон. Сьогодні односельці працюють в Іспанії, Португалії, Греції, США, Чехії підтверджує той факт, що воістину "нашого цвіту по всьому світу". Еміграційний процес вплинув на моральний стан сімей, особливо на виховання дітей молодшого і шкільного віку
За національним складом село майже однорідне (українці 99,2% (1718 осіб), 0,65% росіяни (12 осіб), 0,15%- румуни (3 особи). Росіяни і румуни це приїжджа частина населення, які створили тут свої сім'ї і живуть ще з 50 рр. ХХ ст.
У статево-віковій структурі населення до 20 років переважає чоловіча стать, а після 20 р. - жінки, особливо у старшому віці. Це пов'язано з наслідками війни, великою міграцію серед чоловіків, службою в армії, вищою смертністю серед чоловіків.
Природній приріст негативний. Народжуваність нижча чим смертність. Вона становить 0.8%. Більша частина населення працює у власному підсобному господарстві, частина будівельних організаціях Кіцманя, Чернівців. Деяка частина працездатного населення знаходиться на обліку в районному центрі зайнятості. Найбільша проблема села це - забезпечення роботою молоді. Необхідно створити фермерське господарство, відновити соціальні комплекси. Необхідно відновити ковальську та стельмашню справи.
Про розміщення населення на територій села дає нам уяву показник густоти (щільності) населення. Цей показник коливається від 10 до 250 чол/км². Пересічно він становить за даними на 15.10.2003 р. 85 чол/км², що нарівні середньої густоти населення України. Найгустіше - заселена Головна вулиця села, а також плоска 120 чол/км², перерваний Горб 100 чол/км².
Найнижчу густоту мають Загорб - 15 чол/км², Цинтина -7 чол/км², Гострий Кілок - 5 чол/км², Вишнева - 6 чол/км², Підскала -3 чол /км². Найбільш густозаселена та частина села, яка має більш-менш рівнинний рельєф, вздовж річки Брусенки.
В селі досить чітко виражений вуличний тип забудови. Від центральної дороги майже перпендикулярно до неї прилягають провулки та вулички. В останній час (2003- 2006рр.) вулицям було присвоєно власні назви (Головна, Молодіжна, Шкільна). Найбільш заселеними у селі є урочища Лупенище, Плоска, Каразино, Перерваний Горб, Задня. Тут переважають нові красиві забудови. Найменш заселені південні окраїни села: Гострий Кілок, Центина, Вишнева, Городище і Турецька криниця (немає жителів), Афинське, Піскала, Папоротне, Дубище. Серед букових масивів лісів знаходиться по 2-3 господарства, віддалених від центра села на 5-7 км.

## Культура
Культурне надбання села Верхні Станівці є частиною культури українського народу. Вони мають своєрідні вираження в побуті, обрядах, святах, традиціях. Тут жили і живуть прекрасні ткачі, швачки, боднарі, стельмахи, столярі ковалі, шевці, вишивальниці, майстри плетіння з лози.
Населення села ділилося на шляхту і мужиків. Жінки шляхти одягалися в сукні, сарафани, запаски; чоловіки з ременем, сорочки з краваткой (на свята жінки-мужички одягалися в горботки і довгу білу сорочку, оздоблену біля шиї вишитим орнаментом). Носили кептарик розписаний орнаментом кожух, на голові - турпан (у свята) або хустка. Проте не відчувалось ніякої різниці між ними, вони родичалися між собою, відвідували одну церкву.
 У XVIII – поч. ХХст. люди самі забезпечували себе одягом і взуттям, все виготовлялося в домашніх умовах. Не кожний міг носити фабричне взуття. Воно коштувало дорого, a гроші в простих селян були майже відсутні. Тому доводилось взуття виготовляти самим. Найпоширеніше взуття - постоли, виготовлені із овечої, телячої шкіри, або навіть із гуми. Воно було легким зручним в суху погоду. Більш незграбним було взуття виготовлене з лики (лигаки) та дерев'янки (кайдани).
Село здавна славилось своїми храмами. Вони відзначалися в день освячення церкви 22 травня (в центрі села) і 21 вересня на хуторі Гострий Кілок. Господар запрошував рідних, близьких, знайомих, родичів. Святкування відбувалося за пишно вбраним і наповненим різноманітними стравами столом. Закінчувався храм піснями, танцями. За час незалежності України відродились релігійні традиції - святкування Різдва Христового, Великодня і інших православних свят.

## Релігійне життя

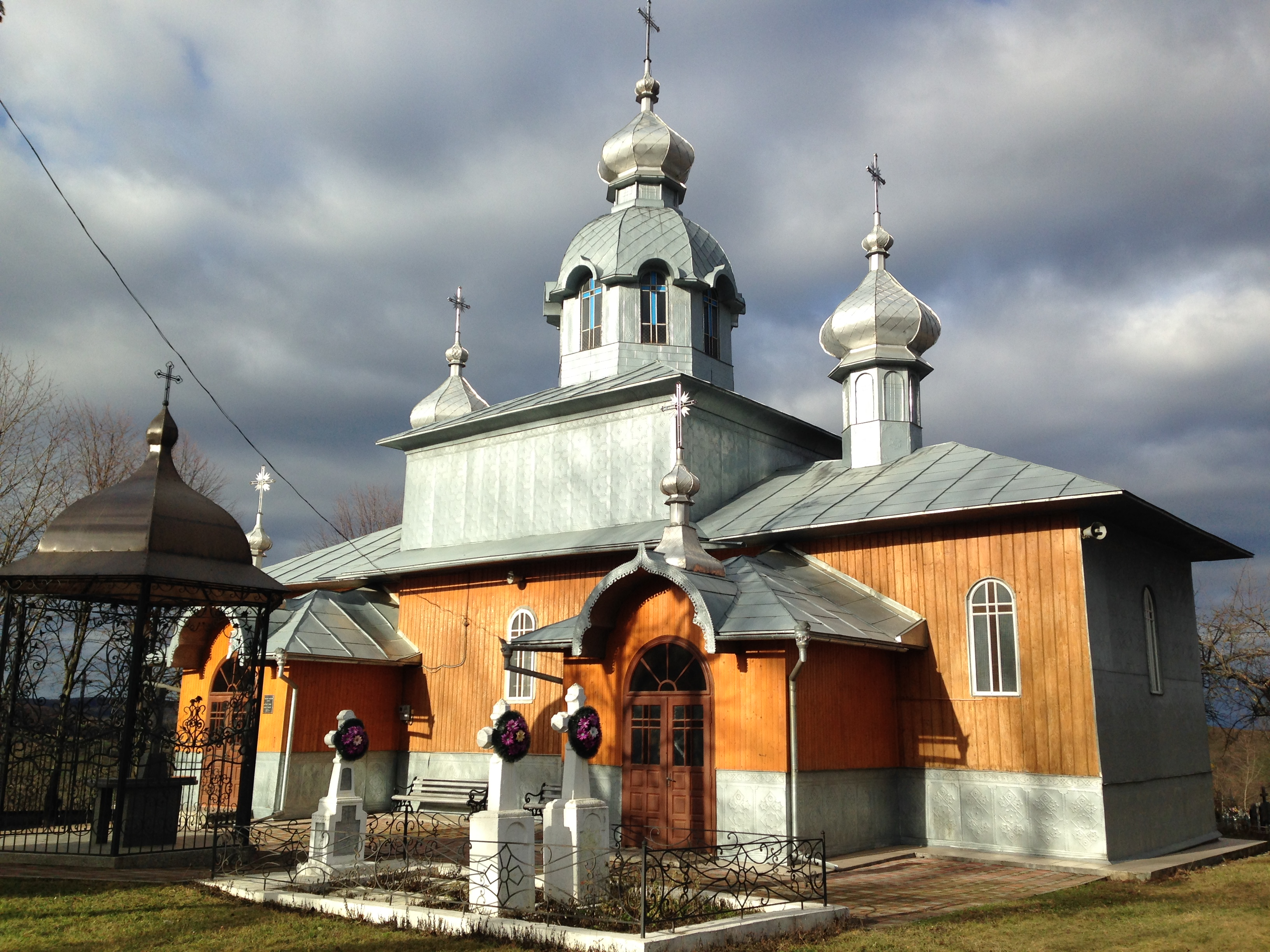
Свято-Миколаївська православна церква у Верхніх Станівцях

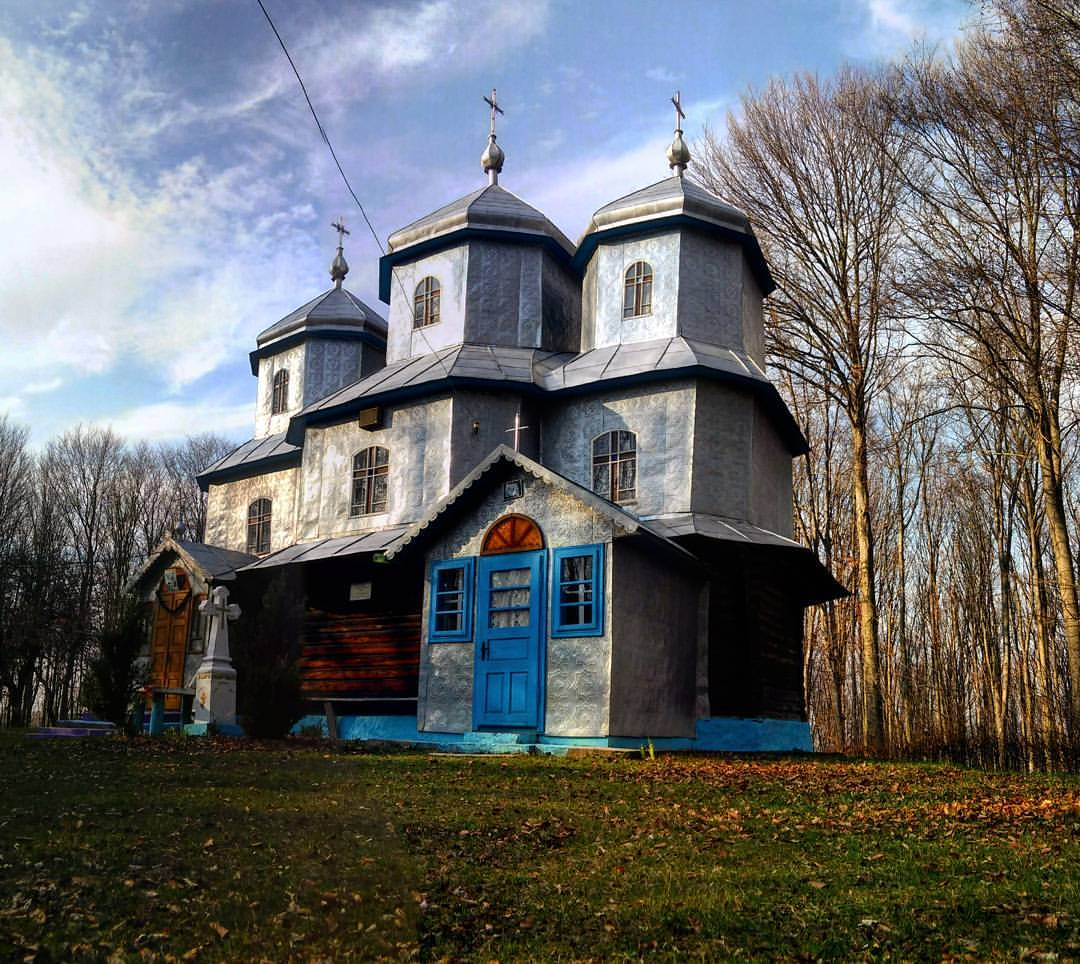
Храм Пресвятої Богородиці на хуторі Гострий Кілок

Найстарішою релігійною спорудою в селі є церква святого Миколая, яка прикрашає центр Верхніх Станівців. Церква святого Миколая була збудована і освячена ще в 1835 році на літнього Миколая (22 травня). Відтоді жителі села цей день святкують як храмове свято. Старожили розповідають, що будували всією громадою, так само, як і відновлювали в 1999 році. Парафіяни здавали гроші на необхідні матеріали, допомагали фізичною роботою, готували гарячі обіди тим, хто працював біля церкви. Перебудовано верх дзвіниці. Ця церква не була закритою в роки радянської влади тому, що занесена до історичних архітектурних пам'яток області. 

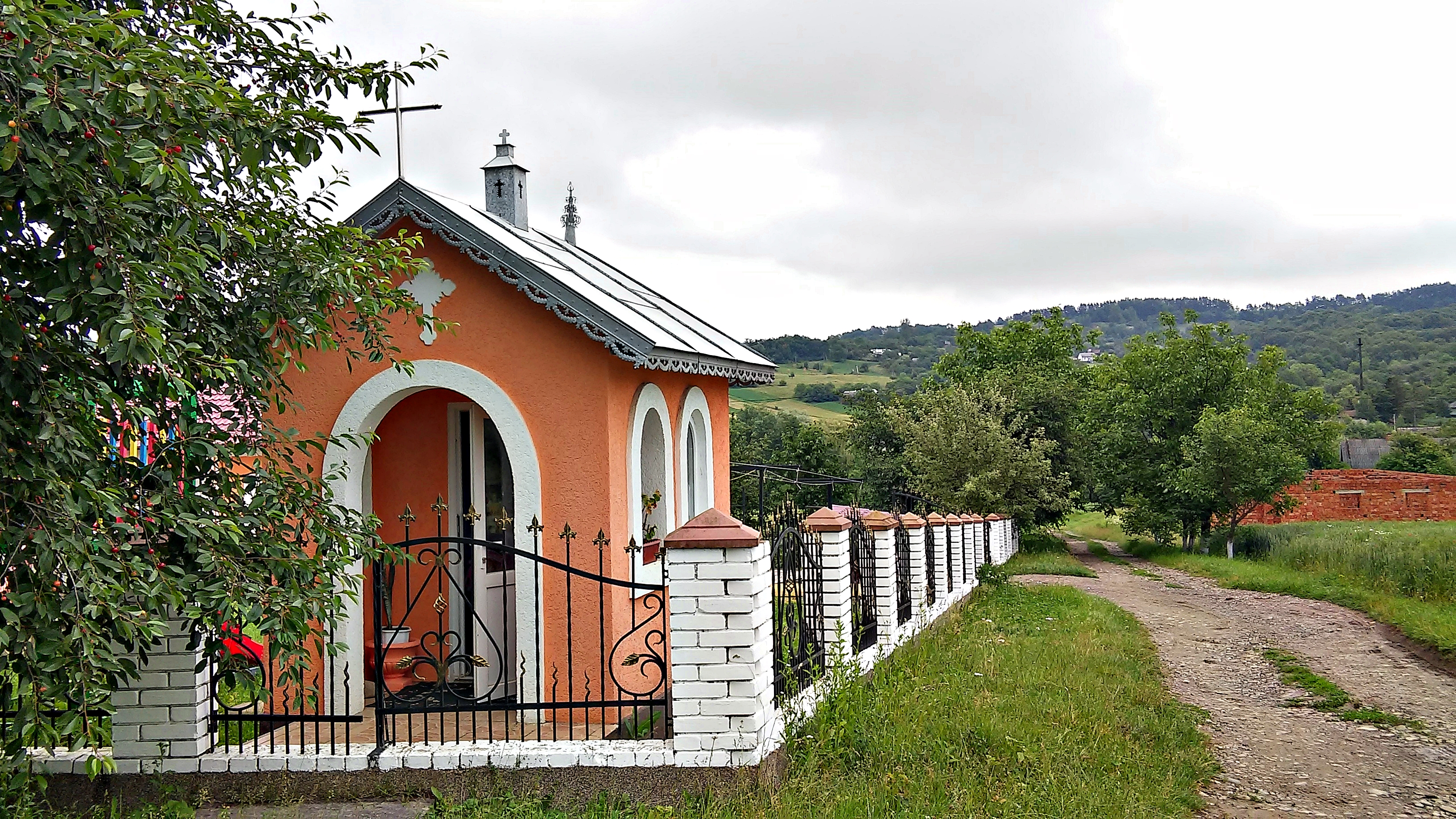
Капличка у Верхніх Станівцях

Церква святої Богородиці збудована в 1934-40 р. освячена на другу Богородицю (21 вересня). Тому жителі хутора Гострий Кілок відзначають день храму 21 вересня. Ця релігійна споруда, на відміну від першої Свято-Миколаївської церкви, відчула на собі тверду руку атеїстичної радянщини. Була закрита на довгі роки. За цей час будівля почала руйнуватися від погодних умов та недогляду за нею. Коли в роки незалежності наполегливі парафіяни  домоглися й другого народження, тут же взялися за ремонт даху та реставрацію всередині церкви.
У лютому 2025 р. місцева релігійна громада проголосувала за перехід з підпорядкування УПЦ Московського патріархату до Православної Церкви України.
Іншими культовими спорудами села є каплички. До 1991 року в селі на Хуторі Ялинка існувала єдина капличка, побудована в 1930 році . Починаючи з 1991 року в селі збудовано ще дев’ять капличок. Таким чином їх стало в селі десять.

## Освіта
Освіта в селі була започаткована офіційним відкриттям початкової школи в 1875 році, ще за часів Австро-Угорщини. Існували початкові класи (1-4). В класах навчалось до 30 дітей. Навчали писати, читати та рахувати. Навчання проводилося українською мовою навчання і виховання дітей набуло нового відтінку, коли в 1906 році директором школи було призначено Іларія Карбулицького - вчителя, письменника, публіциста. З 1918 року навчання дітей проводилось румунською мовою, а українська мова була заборонена. З приходом радянської влади в червні 1940 році було відновлено українські школи. Проте під час другої окупації краю Румунію знову українська мова була заборонена. Тільки із звільненням Буковини в березні 1944 р. Радянською Армією, було відновлено викладання в школі українською мовою. Місцевих учительських кадрів не було, тому влада присилала вчителів із східних областей.
Стара школа була розміщена у 8 приміщеннях. Найстаршим був головний корпус на 4 класні кімнати. Центральні приміщення розміщувались там, де сьогодні столярна майстерня. В 1906 році, коли сюди було направлено Іларія Карбулицького директором школи, було посаджено дуб, який і сьогодні росте. Навколо дуба розміщувались лавочки, на яких відпочивали діти на перервах. Сидячи біля дуба, виймали із своїх домотканих торбинок кусок кулеші, печену картоплю або коржі, спечені на плиті (шпаргаті) і обідали. Дзвонили на урок дзвінком 1776 року випуску, який зберігається і по сьогодні в новій школі, нагадуючи сучасникам про їх давніх ровесників - сьогодні покійних їхніх предків. В класах діти сиділи за дерев'яними партами по чотири учні В 1948 році школа стала семирічною. Навчались діти в одному класі різні за віком, так як у воєнні роки не відвідували школу. Всього навчалось біля 300 дітей. У 1958 році школа була реорганізована у восьмирічну. До її складу входили класи-комплекти на філіях Ростище. Навчали дітей вчителі Параска Архипівна Мороз, Ганна Григорівна Мартиненко, Тарас Михайлович Сопіт, Марта Дмитрівна Стефанчук. На філії Вишнева працювали класи-комплекти (1-4). Вчителькою працювала Наталія Юріївна Радченко. На хуторі Гострий Кілок розміщувались класи-комплекси (1-4), де вчителем працював Яків Петрович Філіпенко. Спочатку він був, на посаді завуча школи при директорі В’ячеславу Гнатовичу Крижанівському, а в 1948 році його замінила Настасія Григорівна Жук (Сопіт). На цій посаді вона пропрацювала до 1949 року. Після Філіпенка почергово вели класи Микола Васильович Марчук та Марія Семенівна Николайчук. В 1947 році директором школи працював Корбут, а 1947-1948 рр. - В.Г. Крижанівський  В 1948 році директором школи було призначено фронтовика, вихідця з Хмельниччини Олександра Петровича Лужинського. На цій посаді він пропрацював до кінця серпня 1969. 

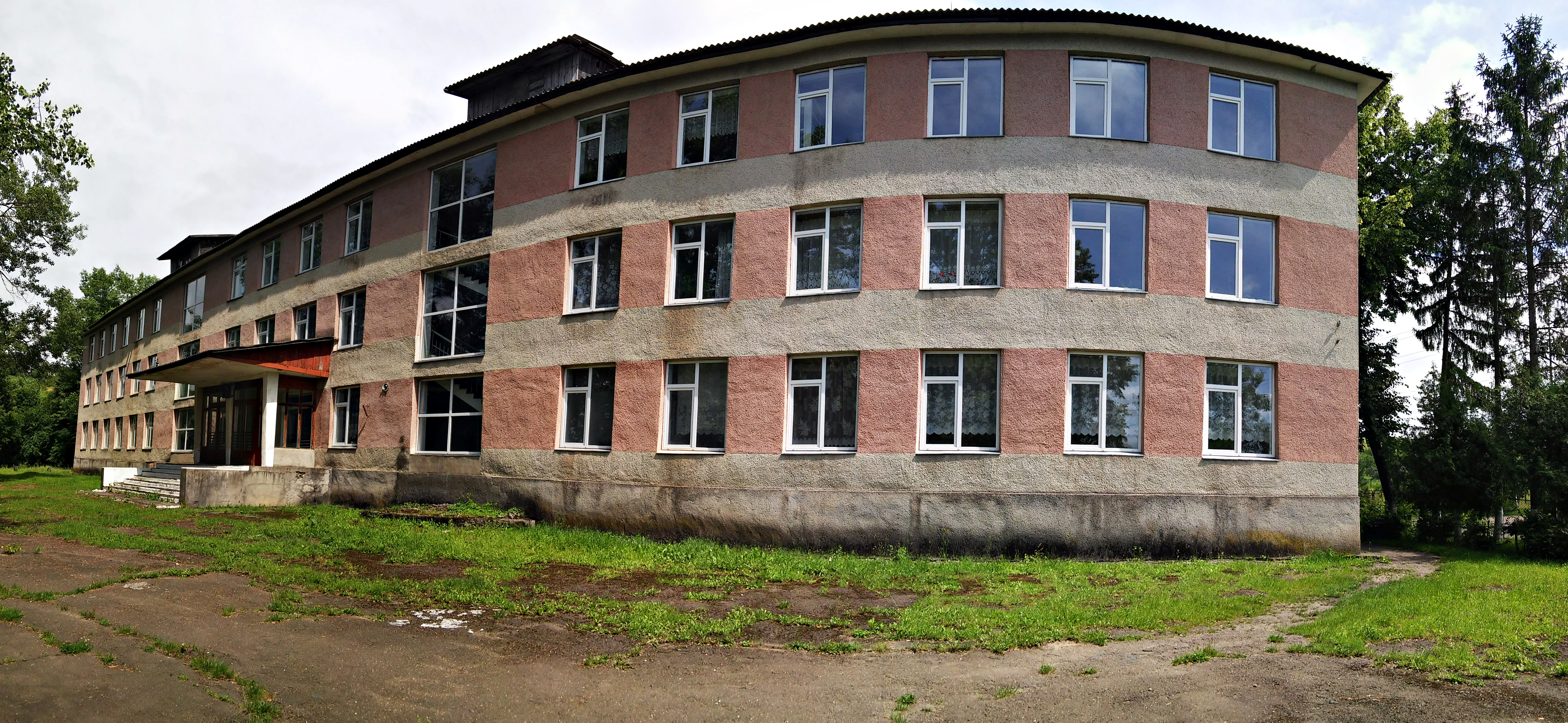
Верхньостановецький ЗНЗ І-ІІІ ступенів

1 вересня року. 1969 року на посаду директора школи було призначено вчителя географії цієї школи  Ігора Тимофійовича Калиняка. За направленням Кіцманського районного відділу освіти, він спочатку працював в Киселівській середній школі. За час керівництва ним школою сталися значні зміни.
За його сприянням було побудовано приміщення нової триповерхової школи на 640 учнівських місць у Верхніх Станівцях. Школу будував Кіцманський міжколгоспбуд. З 1 вересня 1975 року школа із восьмирічної була організована у середню школу. Нова школа, нове обладнання, просторі світлі класи, майстерні по навчанню, власна котельня все це позитивно вплинуло на навчально-виховний процес.
Міцна матеріальна база, кваліфіковані вчительські кадри дали позитивні результати. Кабінетна форма навчання сприяла здобуттю учнями міцніших знань. В 1978 р. по 2006 рр. директорами школи працювали В.Г. Гуцуляк та К.К. Домігращук. Сьогодні школу очолює I.М. Руснак.

## Відомі люди
- Народився Богда́н Миха́йлович Чокалю́к (церковне ім'я Даниїл (1958—2005) — майбутній митрополит, ректор Київської Духовної Академії, перший намісник відродженого Свято-Михайлівського Золотоверхого монастиря (м. Київ)
- Народився Іван Іванович Костащук (1981р.), доктор географічних наук,  завідувач кафедри географії України та регіоналістики Чернівецького національного університету імені Юрія Федьковича. 9 серпня 2022 року отримав вчене звання - професор кафедри географії України та регіоналістики. Перший доктор та кандидат наук у селі.  У 2010-2015 рр. був депутатом Шевченківської районної у місті Чернівці ради,  а у 2015 р.  обраний депутатом Чернівецької обласної ради.
- Народився Володимир Іванович Костащук (1977 р.),  кандидат географічних наук (2009 р.),  доцент кафедри соціальної географії та раціонального природокористування Чернівецького національного університету імені Юрія Федьковича.
- Народилася Мар'яна Дмитрівна Осипчук,  кандидат економічних наук.
- Народився Михайло Миколайович Гунько, кандидат фізико-математичних наук, переможець всеукраїнського конкурсу "Учитель року - 2024" у номінації "Фізика".

## Використані джерела
Калиняк Ігор Тимофійович
К-17 Село Верхні Станівці (історико-географічний нарис). - Чернівці: Технодрук, 2007. - 82 с.